# Yonkers
Yonkers est une cité (city) située dans le sud de l'État de New York aux États-Unis, bordée au sud par le Bronx, un des cinq arrondissements de la ville de New York.
Elle est la troisième municipalité la plus peuplée de l'État après New York et Buffalo. C'est également la plus grande du comté de Westchester avec 195 976 habitants selon le recensement de 2010.

## Démographie
| Groupe            | Yonkers | New York | États-Unis |
| ----------------- | ------- | -------- | ---------- |
| Blancs            | 55,8    | 66,8     | 72,4       |
| Afro-Américains   | 18,7    | 15,9     | 12,6       |
| Autres            | 14,8    | 7,5      | 6,4        |
| Asiatiques        | 5,9     | 7,3      | 4,8        |
| Métis             | 4,1     | 3,0      | 2,9        |
| Amérindiens       | 0,8     | 0,6      | 0,9        |
| Total             | 100     | 100      | 100        |
|                   |         |          |            |
| Latino-Américains | 34,7    | 17,6     | 16,7       |

## Jumelage
- Kamëz (Albanie)

## Culture

### Dans la culture populaire
Yonkers est le théâtre de la mini-série Show Me a Hero qui raconte les événements réels survenus dans la cité liés à la question du logement entre 1987 et 1994.

## Galerie photographique

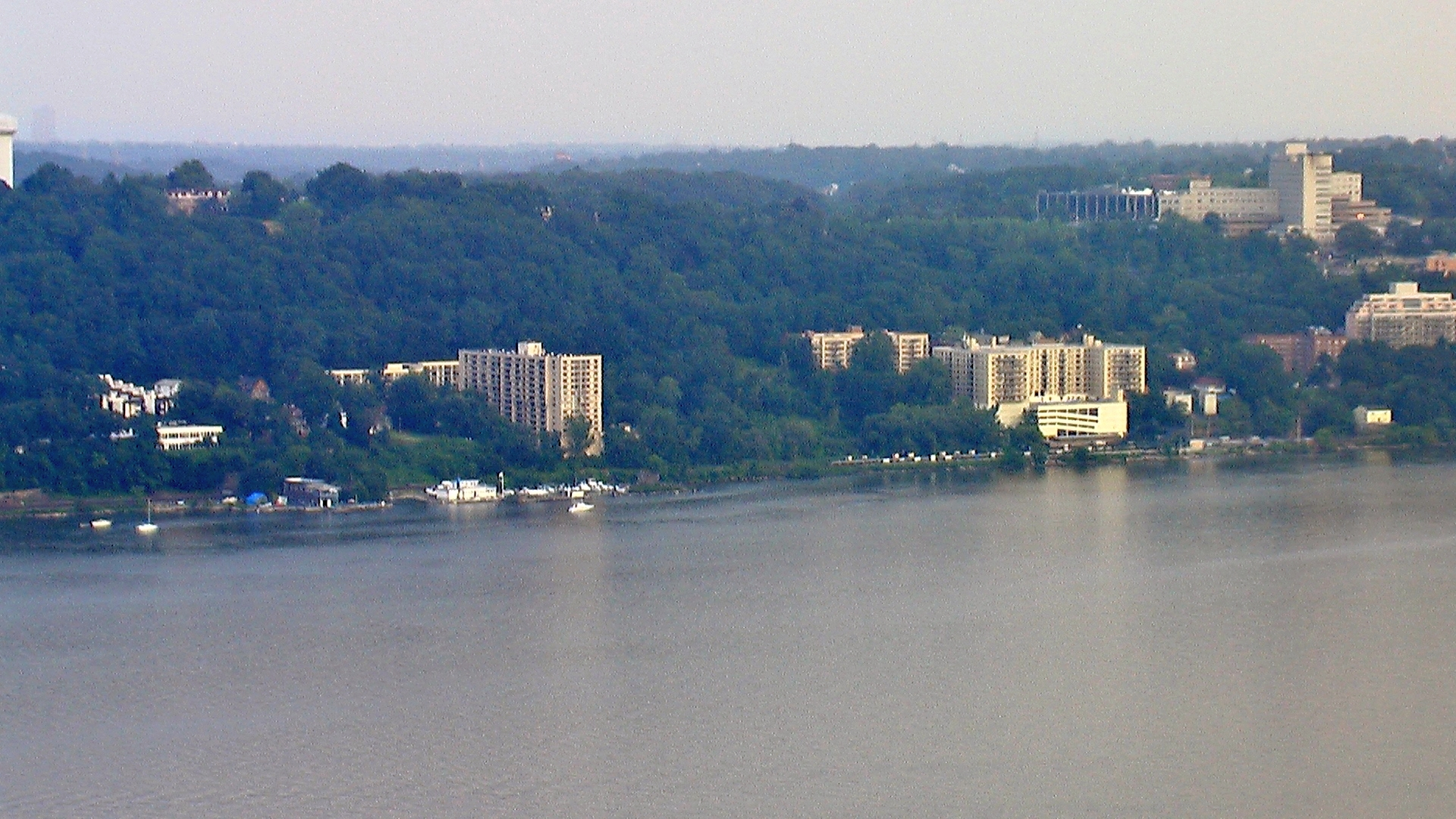
Yonkers en 2009.
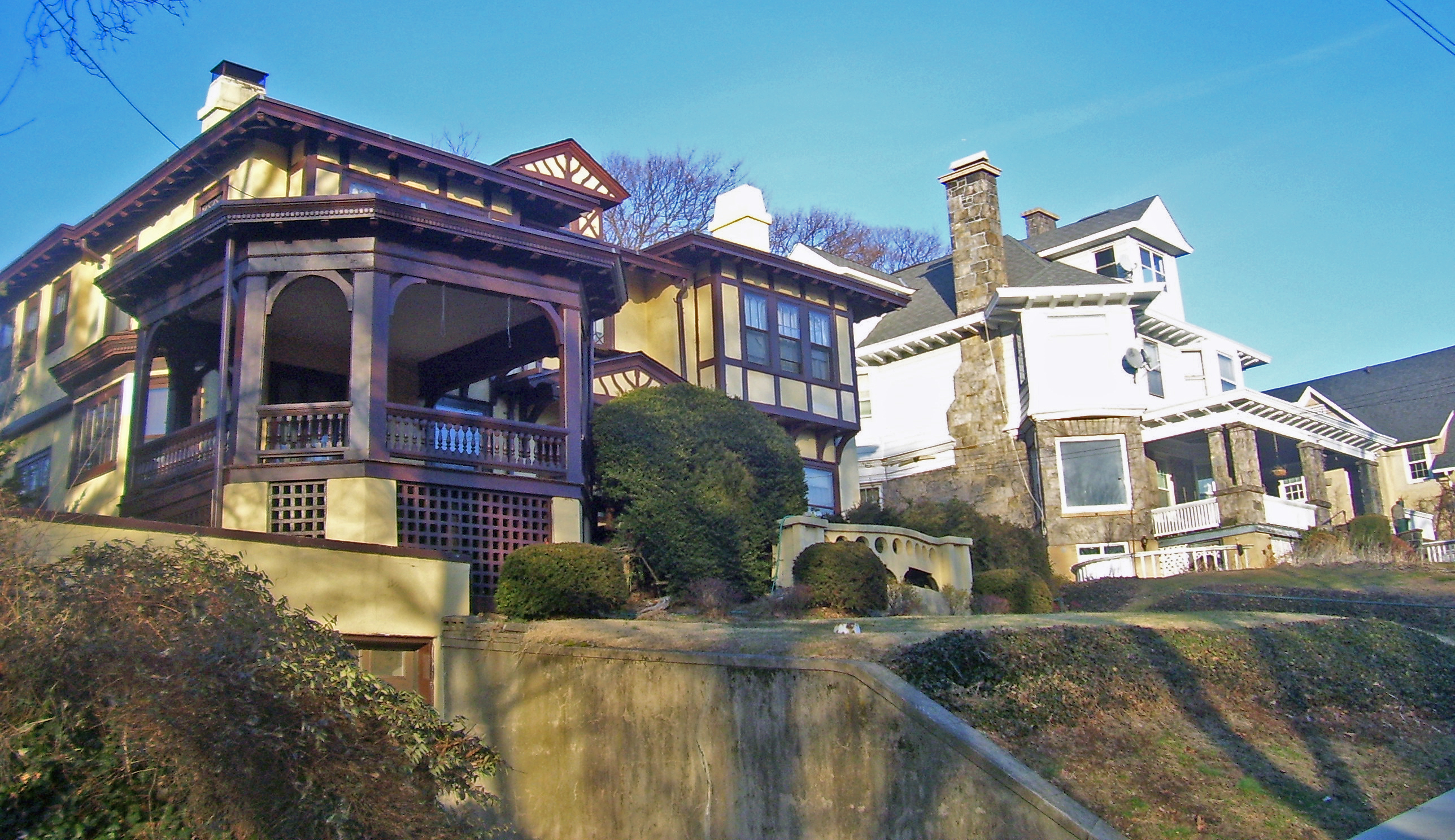
Maisons conçues par Charles Otis (gauche) et Griffith North.
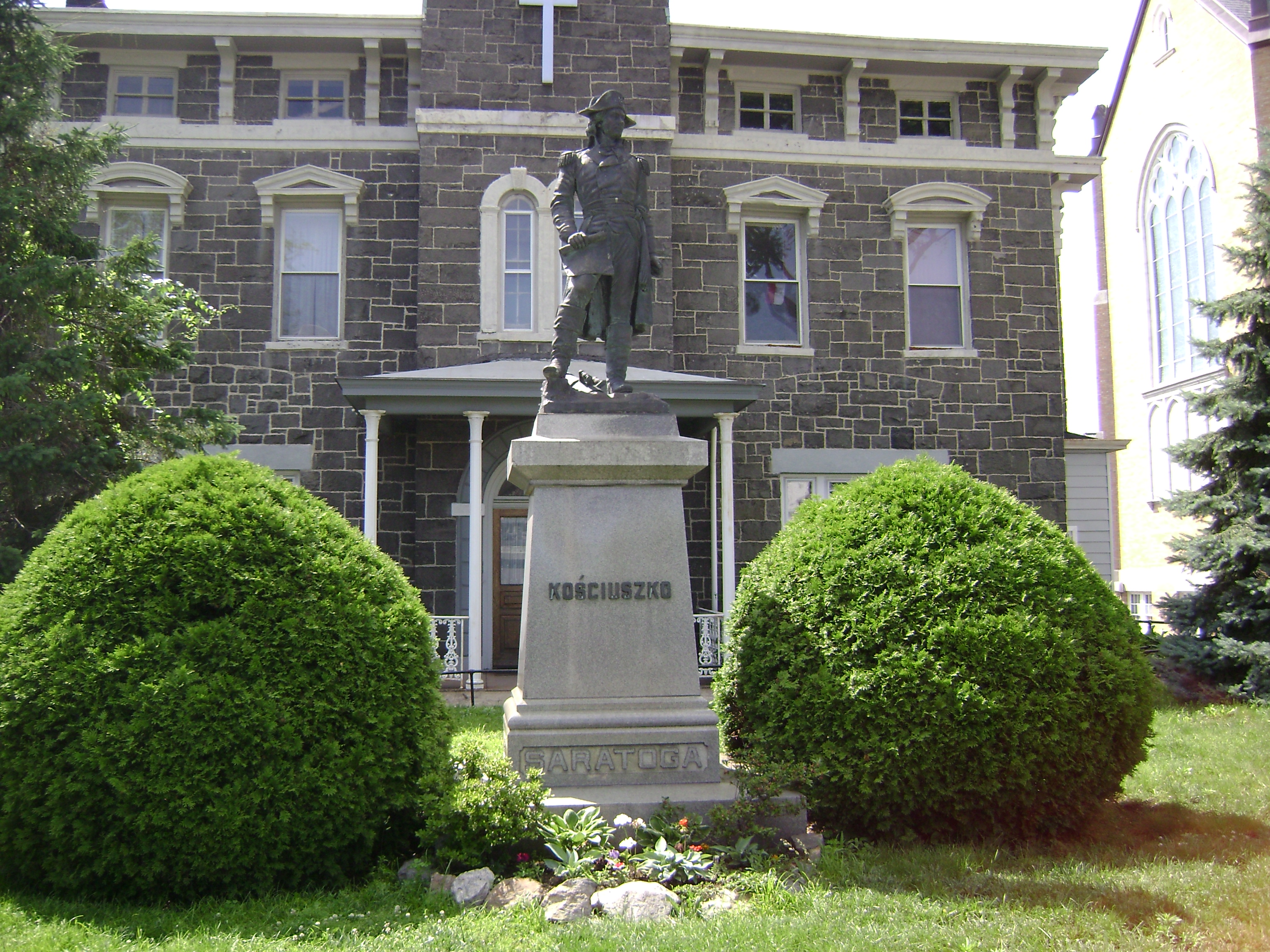
John Copcutt Mansion.
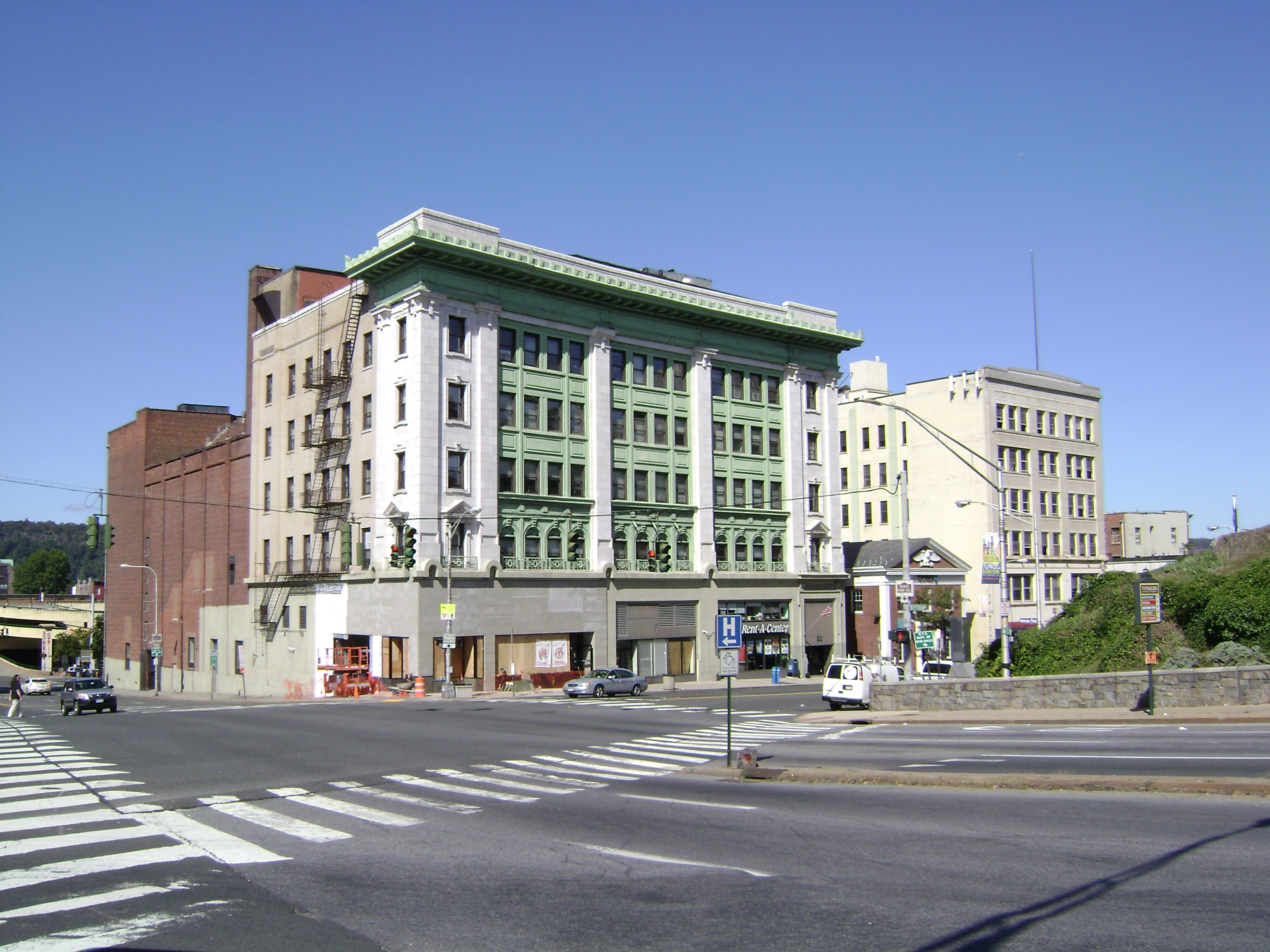
Proctor’s Theater.